# Alfred R. Loeblich Jr
Alfred R. Loeblich Jr (Al Loeblich, 1914–1994) est un micropaléontologue américain.
C'est le mari d'Helen Niña Tappan Loeblich avec qui il a écrit de nombreux ouvrages sur les foraminifères et autres organismes similaires.

## Publications
- (en) Studies of Arctic Foraminifera (1953).
- (en) Treatise on Invertebrate Paleontology (1964) (partie traitant des foraminifères).
- (en) Foraminiferal genera and their classification (1988).
- Plus de 45 articles scientifiques, publiés dans des revues comme Journal of Paleontology ou Micropaleontology.